# Adnan Badran
Adnan Badran (en árabe: عدنان بدران) n. Jerash, Gerasa el 15 de diciembre de 1935, es un académico, científico y político jordano. Fue primer ministro del 7 de abril al 27 de noviembre de 2005.